# A Christmas Story - Una storia di Natale
A Christmas Story - Una storia di Natale (A Christmas Story) è un film del 1983 diretto da Bob Clark.
Nel 2012 è stato scelto per essere conservato nel National Film Registry della Biblioteca del Congresso degli Stati Uniti d'America.

## Trama
Anni quaranta, in una cittadina dell'Indiana. Come regalo di Natale il ragazzino Ralphie chiede un fucile softair a leva Red Ryder. Pur dissentendo perché è pericoloso, i genitori l'accontentano, ma il dono non sarà senza conseguenze.

## Distribuzione
Il film venne distribuito negli Stati Uniti e in Canada il 18 novembre 1983. Anche per l'Italia era prevista un'uscita cinematografica nel Natale 1984 su distribuzione UIP, ma alla fine la pellicola venne distribuita direttamente in VHS nel 1985 da Panarecord su licenza MGM/UA.

## Sequel
Una storia di Natale ha avuto tre seguiti: Una lunga pazza estate (It Runs in the Family) del 1994, A Christmas Story 2 del 2012 e A Christmas Story Christmas del 2022.